# Málaga (helado)
El helado Málaga es un helado típico de la ciudad homónima en España, elaborado con pasas y vino de Málaga, especialmente Pedro Ximénez, aunque también moscatel, ambos vinos dulces cultivados en toda la provincia de Málaga. La receta se completa con la base típica de cualquier helado: leche, nata, azúcar y huevos. Las pasas se maceran en el vino durante un día entero antes de preparar el helado. Contiene una graduación alcohólica aproximada de 1,8º.
Se toma como postre en verano, incluso a veces acompañándose de una copa de vino. El vino de Málaga es un vino generoso de licor (también dicho vino fortificado, es decir, que se le agrega alcohol vínico), con un volumen total de alcohol de entre 10 y 13º, y está considerado como vino de postre por su sabor dulce. Los moscateles son cultivados principalmente en la montañosa región litoral de La Axarquía. El helado de vino de moscatel de Málaga es ya mencionado brevemente en un libro de cocina de 1848 titulado el Diccionario de cocina. El helado de moscatel ha sido un sabor que los heladeros malagueños han producido desde antaño, sin embargo la receta a menudo se elaboraba con ron también. La popularización actual se inició con una campaña de promoción del «sabor Málaga» en 2010, diseñada por la empresa Vital Icecream en colaboración con Bodegas Gomara, el Consejo Regulador de las Denominaciones de Origen Málaga y Helados Nordwik. Desde entonces el helado sabor Málaga se ha popularizado en el área.